# Ketnet on ice
Ketnet on ice is een televisieprogramma van de Vlaamse jeugzender Ketnet waarin acht via audities geselecteerde kinderen wekelijks van Vlaams Olympisch kunstschaatser Kevin Van der Perren de opdracht krijgen, met een gespecialiseerde coach een ander aspect van de schaatssport in te oefenen. Enkel wie daarin tot zijn voldoening slaagt krijgt het bijhorende brevet van Kevin. Uiteindelijk wordt een ijsshow opgebouwd, die ze samen met de coaches en Kevin mogen brengen als alles goed verloopt.